# 安德烈亚斯·奥西安德
安德烈亚斯·奥西安德（德語：Andreas Osiander，1498年12月19日—1552年10月17日），文艺复兴时期欧洲新教改革家。他多年致力于新教上的改革工作，并曾因教义上所引发的问题而与馬丁·路德发生争论。他曾主持出版了哥白尼的《天体运行论》并私自添加前言，虽然篡改了哥白尼的本意，但间接促进了日心说的传播。

## 扩展阅读
- 本条目包含来自公有领域出版物的文本: Chisholm, Hugh (编).  (第11版). London: Cambridge University Press. 1911.
- Osiander – a Man for All Churches in an Ecumenical Age by Edward C. Fredrich